# Сахіб Шихаб
Сахіб Шихаб (англ. Sahib Shihab; 23 червня 1925 — 24 жовтня 1989) — американський джазовий і хард-боп саксофоніст (баритон, альт і сопрано) та флейтист. Він працював з Лютером Гендерсоном, Телоніусом Монком, Флетчером Гендерсоном, Тедом Деймероном, Діззі Гіллеспі, Кенні Кларком, Джоном Колтрейном і Квінсі Джонсом та іншими.